# Álvora
Álvora é uma povoação portuguesa do Município de Arcos de Valdevez que foi sede da extinta Freguesia de Álvora, freguesia que tinha 5,35 km² de área e 261 habitantes (2011), e, por isso, uma densidade populacional de 48,8 hab/km².
A Freguesia de Álvora foi extinta em 2013, no âmbito de uma reforma administrativa nacional, tendo sido agregada à freguesia de Loureda, para formar uma nova freguesia denominada União das Freguesias de Álvora e Loureda da qual é sede.

## População
| População da freguesia de Alvora | População da freguesia de Alvora | População da freguesia de Alvora | População da freguesia de Alvora | População da freguesia de Alvora | População da freguesia de Alvora | População da freguesia de Alvora | População da freguesia de Alvora | População da freguesia de Alvora | População da freguesia de Alvora | População da freguesia de Alvora | População da freguesia de Alvora | População da freguesia de Alvora | População da freguesia de Alvora | População da freguesia de Alvora |
| -------------------------------- | -------------------------------- | -------------------------------- | -------------------------------- | -------------------------------- | -------------------------------- | -------------------------------- | -------------------------------- | -------------------------------- | -------------------------------- | -------------------------------- | -------------------------------- | -------------------------------- | -------------------------------- | -------------------------------- |
| 1864                             | 1878                             | 1890                             | 1900                             | 1911                             | 1920                             | 1930                             | 1940                             | 1950                             | 1960                             | 1970                             | 1981                             | 1991                             | 2001                             | 2011                             |
| 611                              | 658                              | 560                              | 545                              | 576                              | 527                              | 537                              | 553                              | 586                              | 508                              | 340                              | 435                              | 346                              | 313                              | 261                              |

| Ano  | 0-14 Anos | 15-24 Anos | 25-64 Anos | > 65 Anos |
| 2001 | 28        | 38         | 143        | 104       |
| 2011 | 24        | 10         | 122        | 105       |

## Património
- Povoado castrejo de Álvora